# Anthony Swofford
Anthony Swofford (n. 12 de agosto de 1970 (54 años) es un escritor y exmarine de EE. UU. conocido por ser el autor del libro Jarhead, publicado en 2003, que se centra en la primera guerra del Golfo.  Estas memorias plantaron la base de la película Jarhead dirigida por Sam Mendes y estrenada en 2005. El título de la obra viene del apodo que tradicionalmente se le atribuye al corte de pelo de los Marines estadounidenses.

## Principios
Según sus propias palabras, Swofford se describe a sí mismo antes y durante su militancia en el cuerpo de Marines como un «lector y solitario».
Nacido en el seno de una familia de tradición militar, Swofford se crio en una base del Ejército. Su padre había servido en la guerra de Vietnam y, anteriormente, su abuelo lo había hecho en la Segunda Guerra Mundial. De hecho, fue concebido en Honolulú durante un permiso de 24 horas de su padre en Vietnam.
Aterrorizado por el fracaso en una vida «normal», Swofford quiso alistarse en los Marines desde muy joven. Lo veía como una «puerta hacia la madurez». Sin embargo, el padre de Swofford discrepaba de su alistamiento y el primero de los dos reclutadores tuvo que ser escoltado desde la casa. El padre de Swofford decía que sabía «cosas sobre la milicia que no venían en los folletos».

## Carrera militar
Swofford se alistó en el cuerpo de Marines a la edad de 18 años y poco tiempo después de cumplir los 20 fue destinado a  Riad, Arabia Saudí, a la espera del comienzo de la guerra del Golfo.
Fue cabo de primera durante su servicio como francotirador  con el pelotón de fusileros del segundo batallón del séptimo de Marines. Sin embargo, durante su servicio en el Golfo nunca disparó su arma en combate a pesar de estar bajo fuego tanto enemigo como amigo.
Tras la guerra Swofford fue ascendido a cabo y se sentía incómodo con el hecho de ser considerado un héroe, y se perdió deliberadamente el desfile de bienvenida a la base. Según Swofford el simplemente había hecho su trabajo y quería olvidarlo.

## Regreso a la vida de civil
Tras de dejar el cuerpo de Marines justo después del final de la guerra del Golfo, Swofford se encontró con dificultades para adaptarse a la vida de civil. Según sus propias palabras, era "extraño encontrarse en algún sitio sin tener a nadie que te dijera que echase mis bártulos en un camión y fuera a otro sitio".
Swofford volvió a la universidad haciendo una gran variedad de trabajos para pagarla. Su primer trabajo como civil fue cajero de banco; sin embargo, tan sólo unos meses después fue atracado a punta de pistola y lo dejó. Swofford también encontró empleo en almacenes.

## Carrera de escritor
Mientras asistía a la escuela American River, una universidad pública en Sacramento, Swofford éscribió y fue el editor jefe de la revista del American River, un premio de literatura periodística. Posteriormente, se graduó en Filología Inglesa por la  Universidad de California y consiguió un máster de Bellas Artes del taller de escritores de Iowa, en la Universidad de Iowa. 
Swofford se volcó en la escritura en 1995 a la edad de 24 años y escribió Jarhead, que documenta el tiempo que pasó en el Golfo. En el libro relata su deprimente vida como marine y, de hecho, se muestra a sí mismo bajo una visión poco favorecida. En su artículo para New York Times, Michiko Kakutani dijo que el libro combina "el humor negro de Catch-22 con el salvajismo de La chaqueta metálica y detalles viscerales de The Things They Carried".
Tras el tiempo la Universidad de Iowa y Texas, Swofford ejerció como profesor de lengua inglesa en la universidad Lewis & Clark hasta que vendió los derechos de su libro para la película Jarhead. Swofford ha publicado artículos tanto de ficción como no en The New York Times. Actualmente vive en Nueva York. Su primera novela Salida A, se publicó en enero de 2007.

## Apariciones en cine y televisión
Swofford coprodujo y narró el documental de 2006 Semper fidelis, apareció en el documental de  Richard E. Robbins Operación bienvenida, y ha colaborado en varios programas de debate y documentales